# COVID-19 у Закарпатській області
Коронаві́русна хворо́ба 2019 у Закарпа́тській о́бласті — розповсюдження пандемії коронавірусу територією Закарпатської області.
Перший випадок появи коронавірусної хвороби було виявлено на території Закарпаття 23 березня 2020 року. Станом на 19 липня 2021 року зафіксовано 62169 випадків інфікування, 1606 осіб померло (2,58 %).

## Хронологія

### 2020
23 березня у Мукачеві лабораторно підтверджено перший випадок коронавірусу. Інфікованою виявилася 51-річна жінка, чоловік котрої повернувся 6 березня з Італії.
5 квітня виписали першу пацієнтку із лікарні. 6 квітня в області зафіксовано перший летальний випадок, одна людина одужала.
З 12 березня на Закарпатті закрилися на карантин: школи, дитячі садки, вищі навчальні заклади, театри та кінотеатри. З 17 березня на Закарпатті розширили карантинні заходи. Було зачинено: торгівельні центри, заклади сфери послуг та заклади громадського харчування.
Станом на 21 квітня в області виявлено 196 хворих, 14 нових за добу. Серед інфікованих 8 дітей та 39 медиків. 16 людей одужало і 6 померло.
На 7 травня зафіксовано 572 хворих, 26 випадків за добу. Один з хворих є військовослужбовцем Держприкордонслужби.
17 червня встановлено черговий антирекорд — 82 нових випадків.
18 червня було знову посилено карантин: закрили спортзали і дитячі садки.
20 червня ситуація в області значно погіршилася через значну щоденну кількість нових інфікованих. Кілька районних лікарень переповнилися хворими. За добу інфікувалися 109 осіб. Це найбільше із початку епідемії. Всього за цей час інфікувалося 2069 осіб.
З 15 липня на Закарпатті було послаблено карантин і дозволено відкрити ресторани й кафе, продовживши їхню роботу до 23:00.
22 липня в області було додатково послаблено карантин, зокрема, дозволено роботу басейнів і спа-зон. Дошкільні навчальні заклади залишили закритими.
3 серпня на Закарпатті було дозволено відновлення роботи дитсадків, при цьому там повинні бути дезінфектори, постійний температурний скринінг і бути відсутніми м'які іграшки та килими.
19 серпня було повторно посилено карантин в Ужгороді та Ужгородському, Перечинському та Тячівському районах. 22 вересня на Закарпатті 20 шкіл працювали в дистанційному режимі, а 22 було закрито на карантин.
7 листопада, незважаючи на те, що область було включено у червону зону, на Закарпатті було послаблено карантин: дозволено роботу дитсадків та початкових класів шкіл, регулярні перевезення пасажирів на міськими автобусними маршрутами для працівників, що забезпечують життєдіяльність міста, заклади громадського харчування працюватимуть з 7:00 до 20:00.

### 2021
В середині лютого у Закарпатті склалася критична ситуація через захворюваність, але додаткових обмежень прийнято не було. 5 березня на Закарпатті було посилено карантин, протягом 4 березня було зафіксовано нових 748 хворих. Врешті, 8 березня, Закарпаття було включено до «червоної» зони карантину. Для працівників критичної інфраструктури було організовано спецперевезення.
З 15 березня всі школи Ужгорода було переведено на дистанційне навчання.
16 березня в області було виявлено «британський» штам коронавірусу. 23 березня на Закарпатті було продовжено заборону на роботу громадського транспорту.
5 квітня каратнин було пом'якшено, зокрема, дозволено роботу громадського транспорту. 6 квітня транспорт відновив роботу, але користуватися ним було дозволено лише за умови наявності у всіх присутніх респіраторів або захисних масок.
З 2 липня до 31 серпня влада Угорщини проводила вакцинацію населення Закарпаття на кордоні, було заявлено про понад 20 тис. вакцинованих.